# Ulrike Stopka
Ulrike Stopka (* 20. Februar 1954 in Dresden) ist eine deutsche Verkehrswissenschaftlerin.

## Wissenschaftliche Laufbahn
Nach ihrem Abitur 1972 begann Ulrike Stopka ihr Studium an der Hochschule für Verkehrswesen (HfV) mit der Fachrichtung Ökonomie des Nachrichtenwesens, dass sie 1976 mit dem Diplom abschloss. Anschließend wurde sie wissenschaftliche Assistentin in diesem Fachbereich. Nach ihrer Promotion A 1981 wechselte sie an das Zentralamt für Berufsbildung der Deutschen Post nach Berlin. 1984 bis 1987 kehrte sie für eine Aspirantur an die HfV zurück. Auf diesem Posten erhielt sie 1986 ihre Facultas Docendi. Im folgenden Jahr schloss sie ihre Promotion B zum Dr. sc. oec ab, diese wurde 1991 nach der Wiedervereinigung in eine Habilitation umgewandelt. Anschließend arbeitete sie in verschiedenen Post- und Fernmeldeämtern in Berlin und Dresden, bevor sie 1988 als Hochschuldozentin an die HfV in ihr Fachgebiet zurückkehrte.
Nach der Wende absolvierte sie 1990/91 einen Lehr- und Forschungsaufenthalt an der Universität Bayreuth, bevor sie 1991 die Leitung des Instituts für Post- und Telekommunikationswirtschaft an der Hochschule für Verkehrswesen übernahm. Nachdem 1992 diese Hochschule in die Hochschule für Technik und Wirtschaft Dresden (HTW) und die Fakultät Verkehrswissenschaften „Friedrich List“ an der TU Dresden aufgespalten wurde, übernahm sie die Stelle als Professorin für Betriebswirtschaftslehre an der HTW. Im Jahr darauf erhielt sie einen Ruf an die Professur für Kommunikationswirtschaft der Fakultät Verkehrswissenschaften an der TU Dresden, den sie annahm. Seit 2020 leitet sie die Professur als Seniorprofessorin. Stopka war zeitweise Studiendekanin für die Bachelor- und Master-Studiengänge Verkehrswirtschaft an ihrer Fakultät.

## Sonstiges
Ulrike Stopka ist Mitglied des Bundesverband für Glasfaseranschluss e.V., des Münchner Kreises für Kommunikationsforschung, des Sächsischen Telekommunikationszentrums und in der Jury der Vodafone Stiftung für Forschung in der Mobilkommunikation.